# Ratzeburg (stacja kolejowa)
Ratzeburg - stacja kolejowa w Ratzeburgu, w kraju związkowym Szlezwik-Holsztyn, w Niemczech. Znajdują się tu 2 perony.